# Nautilus belauensis
Nautilus belauensis (nomeada, em inglês, Palau nautilus e atualmente considerada, pela ciência, um dos taxon inquirendum) é uma espécie de molusco cefalópode nectônico marinho do Indo-Pacífico, pertencente à família Nautilidae e à ordem Nautilida, sendo classificada por W. B. Saunders, em 1981, no texto "A new species of Nautilus from Palau", publicado no periódico Veliger 24(1): páginas 1-7. Possui o comprimento máximo de 22,6 a 22,10 centímetros.

## Distribuição geográfica e habitat
Trata-se de uma espécie associada às encostas externas dos recifes de coral, habitando uma faixa de profundidade de até 480 metros (acreditando-se que vivam entre 100 e 600 metros) em Palau, na Micronésia, onde é espécie endêmica.

## Diferenciação entreN. belauensiseN. pompilius
Nautilus belauensis é muito semelhante à espécie Nautilus pompilius e compartilha com esta um umbílico fechado, coberto por um calo (ou concreção). Difere desta com base em uma rádula modificada e sulcos finos e levantados através e ao longo de sua concha, que formam uma textura de grade cruzada. A espécie Nautilus pompilius é o maior Nautilus extante, atingindo mais de 25 centímetros.